# Jong Il-gwan
Jong Il-gwan (ur. 30 października 1992 w Sariwŏn; kor. 정일관 – Chŏng Il Kwan) – północnokoreański piłkarz, grający na pozycji napastnika w szwajcarskim zespole FC Luzern.
Wychowanek koreańskiego klubu Rimyongsu.